# Nyponros
Nyponros (Rosa dumalis) är en rosbuske, som kan växa sig tre meter hög. Den förväxlas lätt med stenros. Den blommar i juni-juli och har ljusa till något mörkare rosa kronblad. Taggarna är tämligen grova och bakåtböjda. Nyponen är kala och ganska mjuka. De är mycket rika på C-vitamin och används flitigt som ingrediens i matlagning av olika slag. 
Nyponrosen är den vanliga vildväxande rosarten i Sverige och är allmän från Skåne till Ångermanland. Den är allmänt förekommande i Europa och sydvästra Asien. I egenskap av vildväxande ros kallas den ibland även för törnros. Andra äldre namnformer är Nypetorn, Göper, Juglon och Klunger.
Dumalis betyder buskformig.
Arten liknar hårig nyponros (Rosa caesia), som dock har finhåriga, ej kala bladundersidor.